# Hypermacht
Hypermacht ist eine Bezeichnung für die deutliche weltpolitische Dominanz einer Nation oder eines Staatenbundes.
Beispielsweise wird die weltpolitische Position der USA in der Zeit nach Beendigung des Ost-West-Konflikts (1990) als die einer Hypermacht bezeichnet, die zu einer Weltordnung führt, in der die USA als Ordnungsmacht hervorgingen. Der Begriff wurde 1999 durch den damaligen französischen Außenminister Hubert Védrine geprägt.
Ihr Programm der Friedenssicherung und Bekämpfung des Terrorismus durch Ausbreitung der Demokratie durch humanitäre Interventionen wird in Anlehnung an die Pax Romana polemisch auch als Pax Americana bezeichnet.
Dabei wird unterstellt, die Strategie der USA gehe darauf hin, nicht Demokratie, sondern die Dominanz des „Westens“ und die Freiheit wirtschaftlichen Handelns auszubauen und Staaten, die diese Vormachtstellung und ihre Träger angreifen, gegebenenfalls mit militärischer Gewalt zu unterdrücken.
Die Publizistin Amy Chua bezeichnet Staaten oder Staatenbünde als Hypermächte, wenn diese so mächtig sind, dass weltweit keine andere Macht ihre militärische und wirtschaftliche Position ernsthaft gefährden kann. Chua nennt als Beispiele für Hypermächte der Weltgeschichte das antike Persien, das Römische Reich, das Osmanische Reich und das Britische Weltreich.